# Shanghais maglevtåg

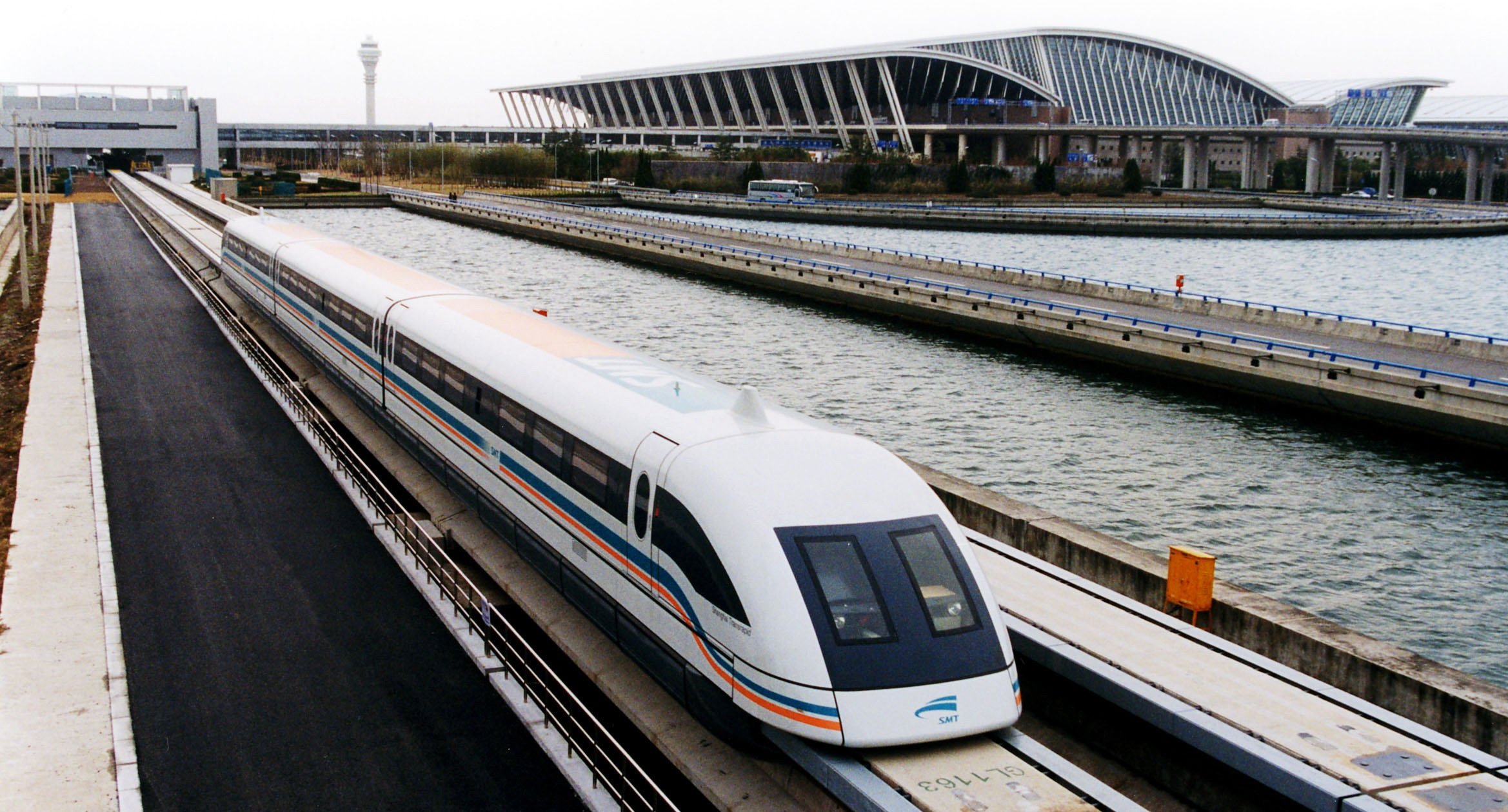
Shanghais maglevtåg

Shanghais maglevtåg, (förenklad kinesiska: 上海磁浮示范运营线; traditionell kinesiska: 上海磁浮示範運營線; pinyin: Shànghǎi Cífú Shìfàn Yùnyíng Xiàn; bokstavlig översättning "Shanghai Magnetic Levitation Demonstration Operation Line") är ett maglevtåg i Shanghai i Kina. Maglevtågen trafikerar sträckan Shanghai Pudong International Airport och Longyang Road, en 30 km lång sträcka som avverkas på strax över 7 minuter. Banan är av typen Transrapid. Högsta hastigheten under resan är 431 km/h. 